# Ivan Smetana
Ivan Smetana (* 12. září 1971, Havířov) je zřizovatelem a prezidentem zapsaného spolku KTV. Je spojován s šířením dezinformací; často je spojován s kauzou LTO a případnými exekucemi a zejména s dvojí ohlášenou, ale nerealizovanou kandidaturou na prezidenta republiky. V neposlední řadě pak také střelbou na ulici, kdy střílel z plynové zbraně po dronu v místě jeho bydliště, za což byl obviněn Policií ČR z trestného činu vydírání, za který mu hrozí až 8 let vězení.

## Život
Vystudoval obor hutník pro tváření kovů, složil maturitu a pracoval jako dělník. Žije ve Frýdku-Místku, trvalé bydliště má hlášené na radnici města Frýdek-Místek. Aktivně spolupracuje s Aloisem Hlásenským, občanským aktivistou ze Slavkova u Brna. 
Podle vlastních slov se v minulosti stal „bílým koněm“, kvůli čemuž je na něj vedeno několik exekucí.

## Kandidatura na prezidenta
Ivan Smetana dvakrát oznámil kandidaturu na prezidenta České republiky. První kandidaturu stáhnul, druhou k registraci nepodal.

### 2018
Kandidovat v prezidentských volbách 2018 se podle svých slov rozhodl, protože se zklamal v české justici, která mu kvůli korupci měla odepřít spravedlivý proces:
| „ | Kandiduji proto, že mě štve dvojí metr justice, policie i politiků, štve mě bezmocnost obyčejných lidí a bezostyšná beztrestnost podvodníků a lhářů. A protože i prezident se významně podílí na stavu justice, minimálně tím, že má v pravomoci jmenovat soudce, kandiduji na prezidenta ČR v roce 2018. | “ |

Svou kandidaturu však později stáhl se slovy:
| „ | S ohledem na výsledky parlamentních voleb a s ohledem na to, jak se vyvíjí volby prezidentské, rozhodl jsem se svou aktivní účast ve volbě prezidenta 2018 ukončit a nekandidovat. | “ |

### 2023
Dne 8. května 2021 oznámil svůj záměr kandidovat v prezidentských volbách 2023. Oznámení na svých stránkách doprovodil videem z demonstrace proti státním opatřením vůči pandemii koronaviru, konané 7. července 2021 na Malostranském náměstí. Na videu leží na zemi a je zadržován policisty. Kandidaturu zdůvodnil těmito slovy:
| „ | Dne 8. května 2021 oznamuji ČTK, že se budu s veškerou vážností ucházet o funkci prezidenta ČR 2023. K tomuto rozhodnutí mě vede nynější politická situace a veškeré jednání, kterých budu účastněn, budou předkládána živě, aby jste věděli vážení voliči, co se děje za zavřenými dveřmi. | “ |

 Kandidaturu k registraci ministerstvem vnitra ale vůbec nepodal.

## Kontroverze
Publicistický web Manipulátoři.cz označil projekt Ivana Smetany za šířící manipulace a dezinformace. Deník N ho zařadil mezi proruské aktivisty. Přinesl rovněž informaci, že na dezinformacích vydělává statisíce korun. Jako první přinesl informaci o odcizených noteboocích v jednom z očkovacích center v Brně, s tím, že přinesl i fotografie odcizených notebooků po odcizení. Server Seznam Zprávy jej v červnu 2023 zařadil na seznamu osob, které vydělávají pomocí šíření strachu a manipulací.
Dne 4. srpna 2023 měl napadnout a škrtit ženu, která s ním názorově nesouhlasila a přišla k petičnímu stánku před Úřadem vlády na Klárově vyvolat potyčku. Nejprve si šla promluvit s Jiřím Černohorským, načež Ivanu Smetanovi vyrazila z ruky mobilní telefon, kterým omezoval její osobní prostor. Poté byla povalena na zem a zadržena dalšími až do příchodu policie.

Dne 25. srpna 2023 prostřednictvím svého profilu KTV Live oficiální kanál na sociální síti X vyzval českého europoslance Tomáše Zdechovského (KDU-ČSL) na boxerský souboj v kleci. Europoslanec však nabídku nepřijal a označil Smetanu za pitomce, který se jen snaží vytáhnout z lidí peníze. 
V noci ze 16. na 17. srpna 2025 byl ve Frýdku-Místku policií zadržen kvůli střelbě na ulici. Po obvinění z vydírání byl propuštěn a je vyšetřován na svobodě. Tiskový mluvčí Komunistické strany Čech a Moravy a hnutí Stačilo! Roman Roun se v reakci na incident vymezil proti označení Smetany za kameramana hnutí Stačilo!: „Smetana není kameraman Stačilo!, monitoruje celou opoziční scénu“.

## Kauza střelby z pistole
Okolo půlnoci z 16. na 17.srpna 2025 se u bydliště kameramana hnutí Stačilo!, dlouholetého dezinformátora Ivana Smetany, konal krátký happening na protest proti lžím, které dlouhodobě šíří o Miku Pánovi a Vojtěchu Pšenákovi (Pražský Pérák) prostřednictvím svého spolku KTV Live, z.s.. Součástí byl krátký ohňostroj natáčený dronem.

### Střelba
Po asi minutě od začátku z domu vyběhl Ivan Smetana jen v trenýrkách a s pistolí v ruce, dvakrát vystřelil, pravděpodobně po dronu a vyběhl na silnici, kde na Pražského Péráka a jeho kolegu pod pohrůžkou namířené střelné zbraně přinutil sednout do jejich auta a vyčkat. Po příjezdu prvosledové hlídky Policie ČR držel zbraň za zády a po asi minutě ji odhodil a následně se vzdal policistům v plné balistické ochraně se samopaly. Byl převezen na 1. OOK SKPV ve Frýdku Místku
Zbraň, ze které Smetana střílel a dožadoval se pomocí ní klidu v ulici, byla nakonec plynová pistole.

### Vznesení obvinění
Dle slov policejní mluvčí, Frýdecko-místečtí kriminalisté zahájili vůči zadrženému muži úkony trestního řízení pro podezření ze spáchání přečinu nebezpečné vyhrožování, právní kvalifikace se však může změnit. I nadále v rámci trestního řízení intenzivně prověřují veškeré okolnosti celé události, probíhají procesní úkony,
Během nedělního podvečera 17. srpna 2025 policie Smetanu obvinila z trestného činu vydírání. „Stalo se tak na základě zadokumentovaných skutečností. Trestní zákoník stanoví za uvedené jednání trest odnětí svobody na dva až osm let. Trestní stíhání obviněného je vedeno na svobodě. Kriminalisté i nadále pokračují v úkonech trestního řízení,“ podotkla policejní mluvčí.

### Vyjádření politiků, politických stran a svědků ke kauze
Tomáš Zdechovský, 17.8.2025 na platformě X (sociální síť)
| „ | Další magor!! Kameraman @Hnuti_STACILO Smetana šel střílet v noci po dronu. Kam na tyto psychopaty komouši chodí?! | “ |

Občanská demokratická strana, 17.8.2025 na platformě X (sociální síť):
| „ | Stačilo! Už nestřílí jen slovy. Tentokrát jejich dvorní kameraman a dezinformátor Ivan Smetana vyměnil objektiv za pistoli a rozhodl se zahrát si na akčního hrdinu přímo na ulici ve Frýdku-Místku. Je to tak absurdní, že by i scénáristé béčkových filmů zvedli obočí. Kolik průšvihů tito revolucionáři z Wishe ještě udělají? | “ |

Pražský Pérák (Vojtěch Pšenák), 17.8.2025 na platformě X (sociální síť):
| „ | VYJÁDŘENÍ K ZADRŽENÍ IVANA SMETANY Okolo půlnoci z 16.8. na 17.8. jsem u bydliště dvorního kameramana hnutí Stačilo!, dlouholetého dezinformátora pana Smetany, chtěl provést krátký happening na protest proti lžím, které o mně a mých přátelích dlouhodobě šíří prostřednictvím svého spolku KTV Live, z.s.. Součástí byl krátký ohňostroj točený dronem. Po asi minutě od začátku z domu vyběhl pan Smetana v trenkách a s pistolí v ruce, dvakrát vystřelil pravděpodobně po dronu a vyběhl na silnici, kde mně a mého kolegu pod pohrůžkou namířené střelné zbraně přinutil sednout do našeho auta a “vyčkat”. Po příjezdu prvosledové hlídky držel zbraň za zády a po asi minutě ji odhodil a následně se vzdal policistům v plné balistické ochraně se samopaly. Byl převezen na 1. OOK SKPV ve Frýdku Místku, ke skutku jsem byl já s kolegy vyslechnut, po celou dobu dobrovolně a z naší vlastní vůle, tedy s výjimkou pachatele Smetany jsme již všichni propuštěni. | “ |

### Dohra
Během nedělního podvečera 17. srpna 2025 policie Smetanu obvinila z trestného činu vydírání. „Stalo se tak na základě zadokumentovaných skutečností. Trestní zákoník stanoví za uvedené jednání trest odnětí svobody na dva až osm let. Trestní stíhání obviněného je vedeno na svobodě. Kriminalisté i nadále pokračují v úkonech trestního řízení,“ podotkla policejní mluvčí.
Ivan Smetana naplánoval na 25. sprna 2025 od 13:00 v press centru České tiskové kanceláře tiskovou konferenci, kde přednese své prohlášení k událostem z noci z 16. na 17. srpna 2025.